# Thomas Kelly Cheyne
Pour les articles homonymes, voir Cheyne.
Thomas Kelly Cheyne (18 septembre 1841-1915) est un exégète anglais.

## Publications

### Essais
Thomas K. Cheyne a publié plus d'une douzaine de volumes, par exemple :
- The Relations Between Civilized and Uncivilized Races: A Prize Essay Read in the Theatre (Les relations entre races civilisées et non civilisées), Oxford, est peut-être sa première publication en 1864.
- The Origin and Religious Contents of The Psalter: In the Light of Old Testament Criticism and the History of Religions (L'origine et le contenu religieux du psautier à la lumière de la critique de l'Ancien Testament et de l'histoire des religions), Londres, 1891.
- Encyclopædia Biblica, co-édité avec J. Sutherland Black en 1903, révisé en 1907, est encore largement cité, même dans Wikipédia en anglais.
- Traditions & Beliefs of Ancient Israel (Traditions et croyances de l'Israël antique), 1907, diverses réimpressions.
- The Reconciliation of Races and Religions (La réconciliation des races et des religions), peut-être sa dernière publication, en août 1914, par A. et C. Black, et a été réimprimé fin 2004  (ISBN 1-4142-1939-3)

### Articles
Plusieurs articles dans les neuvième et dixième éditions de l'Encyclopædia Britannica, dont Circoncision, Déluge, Hittites, par exemple.